# Victory (Do or Die)
Victory è il terzo album in studio del gruppo musicale statunitense Do or Die, pubblicato il 14 marzo 2000 dalla Rap-A-Lot, Virgin.

## Tracce
1. Victory – 3:05
2. If U Scared (feat. Snypaz) – 3:35
3. In a Mode – 4:02
4. Keep It Real (feat. Johnny P.) – 4:04
5. Who Know? – 3:17
6. Bank Heist Interlude – 0:52
7. Tha Heist – 2:48
8. La, La, La – 4:05
9. Can U Make It Hot (feat. Mo Unique) – 4:47
10. V.I.P. (feat. Feloney) – 5:46
11. Bounce for Me – 3:21
12. If I Don't Eat – 4:10
13. Stay Focused (feat. Chilla) – 3:50
14. Murders, Pimps + Thugs (feat. Ja Rule) – 4:41
15. Ride (feat. Hussein Fatal) – 3:49
16. Thuggin' It Out (feat. Outlawz) – 4:05
17. Already Know (feat. E-40) – 4:21

## Classifiche
| Classifiche (2000) | Posizione massima |
| ------------------ | ----------------- |
| Stati Uniti        | 13                |